# 차동엽
차동엽(車東燁, 1958년 5월 31일 ~ 2019년 11월 12일)은 대한민국의 가톨릭 사제이며, 세례명은 노르베르토이다. 그는 서울대학교 기계공학과 77학번으로, 1981년에 학사 학위하였다. 해군학사장교 72기 출신이며, 인천가톨릭대학교 교수, 미래사목연구소 소장으로 봉직하였다.
2019년 11월 12일 새벽에 간암으로 선종했다. 향년 61세

## 약력
- 1977년, 유한공업고등학교 졸업
- 1981년, 서울대학교 기계공학과 학사[1]
- 1984년, 대한민국 해군 중위 전역 (해군학사장교 72기)
- 1991년, 가톨릭대학교 신학부 학사 학위 및 사제 서품
- 빈 대학교 대학원 성서신학 석사
- 빈 대학교 대학원 사목신학 박사

## 저서
- 《교황의 10가지 (따봉, 프란치스코!)》
- 《천금말씨》
- 《희망의 귀환》
- 《무지개 원리》
- 《잊혀진 질문》
- 《사도신경》
- 《바보존(Zone)》

## 역서
- 《Hi, 미스터 갓》
- 《아가페》
- 《365땡큐 (Thank you)》

## 에피소드
차동엽 신부는 해군사관후보생 훈련기간 중 작은 체구에도 아랑곳하지 않고 훈련성적이 우수하였다. 그래서 동료들이 '차돌'이라고 불렀다고 한다.